# Les Grandes-Ventes
Les Grandes-Ventes é uma comuna francesa na região administrativa da Normandia, no departamento de Sena Marítimo. Estende-se por uma área de 24,7 km². Em 2010 a comuna tinha 1 829 habitantes (densidade: 74 hab./km²).